# László Kleinheisler
László Kleinheisler, född 8 april 1994 i Kazincbarcika, Ungern, är en ungersk fotbollsspelare som spelar som mittfältare för Panathinaikos. Kleinheisler har även representerat det ungerska landslaget.

## Karriär
Den 20 januari 2016 värvades Kleinheisler av tyska Werder Bremen, där han skrev på ett treårskontrakt. Den 16 januari 2019 värvades Kleinheisler av kroatiska Osijek, där han skrev på ett 3,5-årskontrakt.
Den 12 januari 2023 värvades Kleinheisler av grekiska Panathinaikos, där han skrev på ett 3,5-årskontrakt.